# Acroria terens
Acroria terens là một loài bướm đêm trong họ Noctuidae.